# Wareham Center
Wareham Center – jednostka osadnicza w Stanach Zjednoczonych, w stanie Massachusetts, w hrabstwie Plymouth.